# Ludwig II. (Lichtenberg)
Ludwig II. von Lichtenberg (genannt ab 1249; † 1271) aus dem Adelsgeschlecht der Herren von Lichtenberg war zusammen mit seinem Bruder, Heinrich II., Herr von Lichtenberg und außerdem Landvogt im Elsass.

## Familie
Ludwig II. war der Sohn von Ludwig I. (erwähnt ab 1206; † 1252) und dessen Frau, deren Namen nicht überliefert ist und die 1271 verstarb. Ludwig II. hatte neun Geschwister. Von den Brüdern traten alle – bis auf Heinrich II. (erwähnt ab 1249; † 1269) – in den geistlichen Stand.
Ludwig II. heiratete Markgräfin Elisabeth von Baden, Tochter des Markgrafen Hermann V. und Witwe des Grafen Eberhard von Eberstein. Aus dieser Ehe gingen hervor:
- Rudolf (erwähnt von 1270 bis 1273)
- Johann I. (d. Ä.) (erwähnt ab 1281; † 22. August 1315). Er war mit Gräfin Adelheid von Werdenberg (erwähnt zwischen 1315 und 1343) verheiratet.
- Heinrich (erwähnt 1287), Domsänger in Straßburg
- Sigibodo († 12. Januar 1314), der 1291 Propst zu St. Viktor und 1302 Bischof von Speyer wurde.

## Politik
Nach dem Tod des Vaters 1252 gab es mit Heinrich II. nun zwei regierende Herren von Lichtenberg. Die gemeinsame Verwaltung des Familienbesitzes funktionierte offenbar weitgehend störungsfrei. Zu einer Realteilung kam es zu dieser Zeit (noch) nicht.
Die Herrschaft von Ludwig II. und seinem Bruder fiel in die Endphase der Staufer, als deren Macht auch im Elsass zerfiel, eine Situation, in der es gelang, die Stellung der Familie der Herren von Lichtenberg massiv auszubauen. Das spiegelt sich nicht nur darin wider, dass die Familie in dieser Zeit zwei Bischöfe in Straßburg und einen in Speyer stellte, sondern bereits 1249 erlangten die Lichtenberger die Vogtei über das Bistum Straßburg und 1259 ernannte Konradin Ludwig II. zum Landvogt im Elsass, allerdings mit der Einschränkung, dass Ludwig II. sich auf eigene Kosten selbst des Amtes bemächtigen müsse: Die Macht Konradins reichte damals nicht mehr sehr weit. Als regionaler Vertreter des Kaisers führte er zeitweise in dessen Namen auch Belehnungen aus.